# Valdez, Ecuador
Valdez är en ort i Ecuador.   Den ligger i provinsen Esmeraldas, i den norra delen av landet, 170 km norr om huvudstaden Quito. Valdez ligger 7 meter över havet och antalet invånare är 11 441.
Terrängen runt Valdez är mycket platt. Havet är nära Valdez åt nordväst. Runt Valdez är det ganska glesbefolkat, med 27 invånare per kvadratkilometer. Närmaste större samhälle är San Lorenzo de Esmeraldas, 16,9 km öster om Valdez. I omgivningarna runt Valdez växer i huvudsak städsegrön lövskog.